# Holocentropus picicornis
Holocentropus picicornis – gatunek chruścika z rodziny Polycentropodidae. Gatunek o rozmieszczeniu holarktycznym, w Europie nie występuje na południu oraz w Islandii. Tyrfofilny limnebiont, częściej spotykany w małych śródleśnych i zanikających jeziorkach, głównie w strefie elodeidów i helofitach.
Larwy żyją w jeziorach (limnal) w strefie elodeidowej oraz w strefie helofitów, najliczniej w jeziorach dystroficznych i jeziorach śródleśnych. Larwy są drapieżne, zjadają drobne organizmy wodne, budują lejkowate sieci łowne, połączone z mieszkalną norką. Sieć zbudowana jest z nici jedwabnych. Postacie doskonałe (imago) spotykane są w pobliżu jezior, aktywne wieczorem i w nocy, przylatują do światła.